# Vacanze hawaiiane
Vacanze hawaiiane (Hawaiian Vacation) è un cortometraggio animato statunitense del 2011 in CGI, diretto da Gary Rydstrom e prodotto dai Pixar Animation Studios.

## Trama
Vacanze Hawaiiane vede Bonnie recarsi in vacanza alle Hawaii. Barbie e Ken non vedono l'ora di partire con lei per la loro prima vacanza esotica. Tuttavia, Barbie e Ken si nascondono nello zaino della scuola invece che nella borsa, rimanendo a casa. Con l'aiuto degli altri giocattoli, Woody dovrà ricreare un paradiso tropicale nella stanza della bambina, per non deludere la coppia.

## Produzione
In risposta alle insistenti domande su un seguito di Toy Story 3, il regista Lee Unkrich negò l'ipotesi di realizzare un Toy Story 4, ma lasciò intendere che fossero in lavorazione più cortometraggi dedicati alla saga, alla maniera dei Cars Toons. Le storie dei personaggi proseguirono infatti in questo diretto da Gary Rydstrom,, in un secondo cortometraggio dal titolo Buzz a sorpresa che è stato proiettato prima del film I Muppet (2012) e in un terzo intitolato Non c'è festa senza Rex (2012), proiettato prima della riedizione in 3D di Alla ricerca di Nemo.
Germain Lussier, su SlashFilm.com, si disse positivo sulle premesse del corto, potenzialmente in grado di ampliare l'arco narrativo della coppia e allo stesso focalizzando le attenzioni del pubblico lontano dai protagonisti. Altri commentatori si dissero preoccupati di questo sfruttamento, temendo che la Pixar avrebbe dato meno spazio a idee e storie originali come Quando il giorno incontra la notte o Presto.

## Promozione
Il 1º marzo 2011 è stata pubblicata su YouTube una clip del cortometraggio.

## Distribuzione
Dopo un'anteprima in Canada allo Sprockets Toronto International Film Festival, il cortometraggio venne distribuito l'8 aprile 2011 in allegato al film Cars 2 ed è il primo cortometraggio non originale distribuito al cinema. I protagonisti, infatti, sono alcuni personaggi di Toy Story 3 - La grande fuga.